# DSB MX

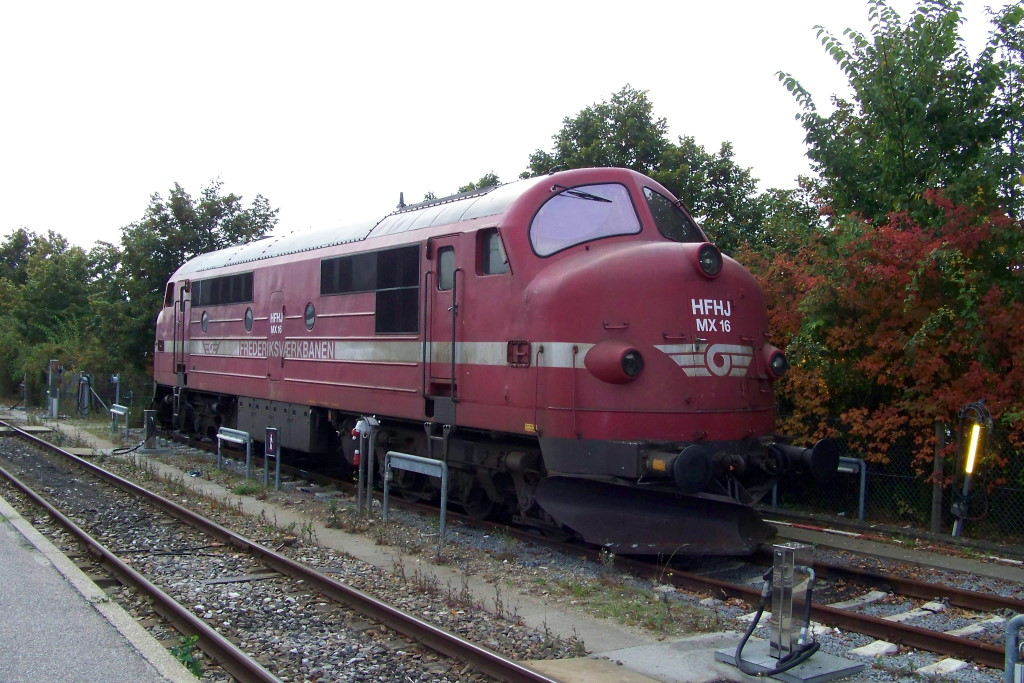
HFHJ MX 16 in station Hillerød

De DSB MX is een dieselelektrische locomotief van de Deense spoorwegen (DSB).
Na de succesvolle introductie van de MY op de hoofdlijnen ging DSB op zoek naar een vervanger voor de stoomtractie op nevenlijnen. Hier voor was een locomotief nodig met een lagere aslast dan die van de MY. In 1960 en 1961 werd de eerste tranche van de NOHAB AA16, de MX, geleverd door de Zweedse fabrikant NOHAB met de nummers MX 1001-1020. De vervolgorder van 25 exemplaren, de nummers MX 1021-1045 werd direct aansluitend geleverd in 1961 en 1962.
De locomotieven waren, net als de eerder geleverde grote broers MY uitgerust met GM-EMD motoren maar hadden een kleinere twaalfcilinderversie. De drieassige draaistellen hadden aandrijving de twee buitenste assen, terwijl de middelste as een kleinere diameter had.
Ze werden zowel in de reizigers als goederendienst door het hele land gebruikt, vanwege hun lage aslast, vooral op nevenlijnen.
Vanaf het einde van de jaren tachtig werden verschillende exemplaren verkocht aan Zweedse en Deense particuliere spoorwegen, zoals de Hillerød-Frederiksværk-Hundested Jernbane (HFHJ).

## Weblink
- DSB MX op Jernbanen.dk